# Axe Rome-Berlin-Tokyo

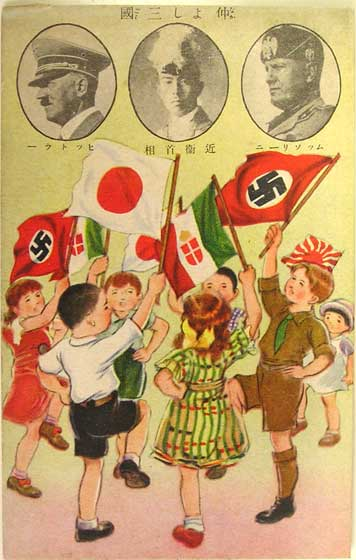
Affiche de propagande japonaise à l'occasion de la signature du pacte tripartite, présentant des effigies d'Adolf Hitler, Fumimaro Konoe et Benito Mussolini.

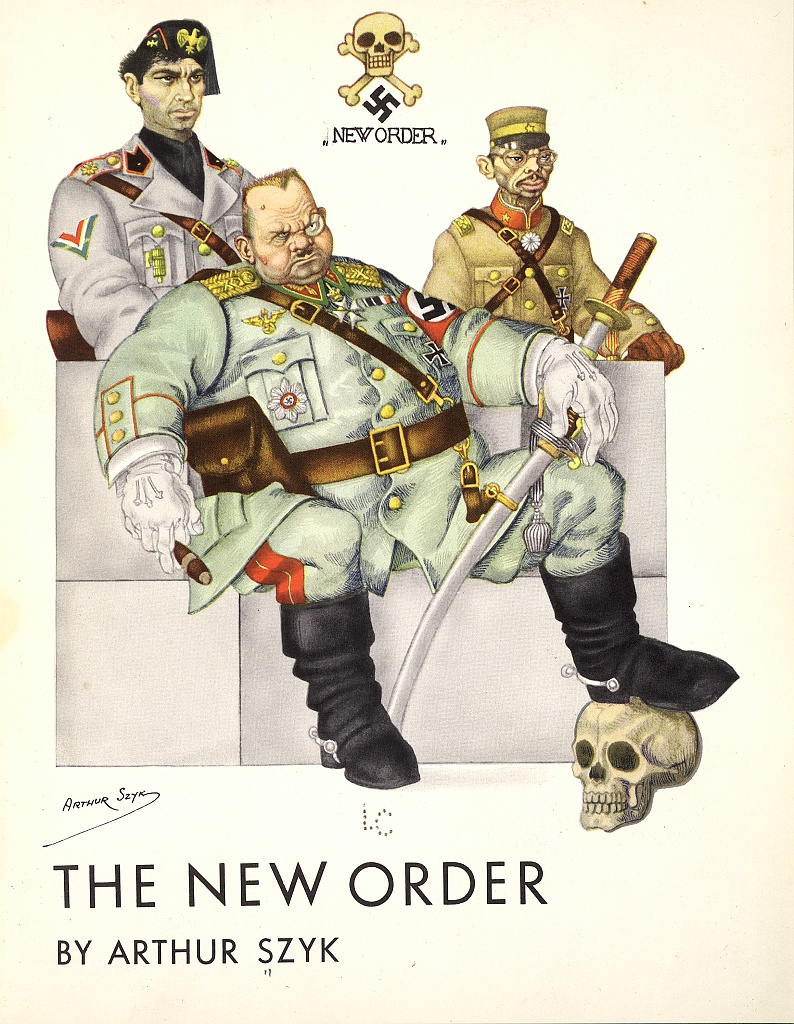
L'ordre nouveau. Caricature de l'axe Rome-Berlin-Tokyo par Arthur Szyk, New York, 1941.

L’axe Rome-Berlin-Tokyo, également désigné par l'expression forces de l'Axe (en allemand Achsenmächte, en italien Potenze dell'Asse, en japonais 枢軸国 (Suujikukoku), en hongrois Tengelyhatalmak, en roumain Puterile Axei et en bulgare Сили от Оста (Sili ot Osta)) ou simplement l'Axe, regroupait les nations en guerre contre les Alliés lors de la Seconde Guerre mondiale. L'Axe Rome-Berlin fut proclamé le 1er novembre 1936 et transformé le 27 septembre 1940 en pacte tripartite regroupant l'Allemagne nazie, le Japon et l'Italie fasciste, qui formèrent ainsi une alliance militaire. Par la suite, d'autres pays rejoignirent l'alliance.
Contrairement aux opérations militaires alliées, celles de l'Axe n'impliquèrent pas d'opérations majeures communes aux trois principaux pays le composant : l'Allemagne et l'Italie intervinrent très peu sur les théâtres d'Océanie et d'Asie du Sud-Est du conflit mondial — bien que des opérations allemandes eussent eu lieu en Océanie avant l'entrée en guerre du Japon — tandis que le Japon n'intervint pas militairement sur les théâtres européen et moyen-oriental. À son apogée, l'Axe contrôlait de vastes territoires en Europe, en Afrique du Nord et en Asie. La Seconde Guerre mondiale se termina par la défaite totale des membres restants et par la dissolution de l'organisation.

## Chronologie

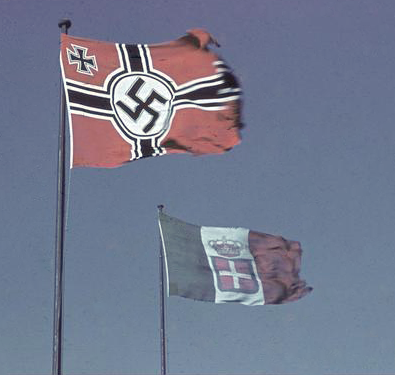
Drapeau militaire du Troisième Reich allemand et drapeau du royaume d'Italie.

Il semble que le terme d'Axe fut utilisé pour la première fois par le Premier ministre fasciste hongrois Gyula Gömbös qui soutenait l'idée d'une alliance entre l'Allemagne, l'Italie et la Hongrie et servit d'intermédiaire pour apaiser les tensions entre les deux pays en vue de former une telle association. La mort subite de Gömbös en 1936 et l'arrivée de son successeur non fasciste Kálmán Darányi mit fin à l'implication initiale de la Hongrie mais le rapprochement de l'Allemagne et de l'Italie était de plus en plus clair.
- 25 juillet 1936 : l'Allemagne reconnaît la conquête de l'Éthiopie par l'Italie.
- Octobre 1936 : Ciano à Berlin.
- 1er novembre 1936[2] : proclamation de l'Axe à Milan par Benito Mussolini.
- 25 novembre 1936 : le pacte anti-Komintern est signé par l'Allemagne nazie et l'empire du Japon.
- 6 novembre 1937 : le royaume d'Italie adhère au pacte anti-Komintern.
- Mai 1938 : Hitler à Rome.
- 7 avril 1939 : Benito Mussolini attaque l'Albanie.
- 22 mai 1939 : l'alliance entre Berlin et Rome est renforcée par un traité militaire : le pacte d'Acier.
- 27 septembre 1940 : le pacte tripartite est signé par l'Allemagne, l'Italie et le Japon qui forment à présent l'Axe Rome-Berlin-Tokyo.
- Novembre 1940 : le royaume de Hongrie, la République slovaque, le royaume de Bulgarie et le royaume de Roumanie rejoignent l'Axe.
- 8 septembre 1943 : l'Italie quitte l'Axe et lui déclare la guerre.
- 23 août 1944 : la Roumanie quitte l'Axe et lui déclare la guerre.
- 8 septembre 1944 : la Bulgarie quitte l'Axe et lui déclare la guerre.
- 4 avril 1945 : la prise de Bratislava par les Soviétiques, en mettant un terme à l'existence de la république slovaque, réduit l'Axe au Troisième Reich, au Japon, à la « république de Salò » de Mussolini et au gouvernement hongrois de Ferenc Szálasi.
- 8 mai 1945 : la défaite allemande marque la fin réelle de l'Axe ; le Japon résiste encore presque quatre mois.

## Nations participantes

### Puissances dominantes

#### Allemagne nazie

Troisième Reich allemand.

L'Allemagne nazie fut de manière non officielle le leader de l'alliance qu'elle avait permis de créer avec le Pacte tripartite. L'Allemagne était menée par Adolf Hitler et par son Parti national-socialiste des travailleurs allemands, également appelé Parti nazi.
Les citoyens allemands ressentirent comme une humiliation le traité de Versailles qui, mettant fin à la Première Guerre mondiale, amputait l'Allemagne de larges parties de son territoire. La pression des réparations, provoquant une hyperinflation au début des années 1920, et l'occupation de la Ruhr fragilisèrent la république de Weimar. Bien que l'Allemagne commençât à se relever à partir du milieu des années 1920, la Grande Dépression entraîna un effondrement de l'économie et la montée de forces politiques promouvant des solutions radicales aux problèmes du pays. Les nazis menés par Adolf Hitler propagèrent la légende du coup de poignard dans le dos selon laquelle l'Allemagne avait été trahie par les Juifs et les communistes et promirent de ramener l'Allemagne au rang des grandes puissances en rassemblant les populations allemandes d'Europe au sein d'une Grande Allemagne.
Avec la remilitarisation de la Rhénanie en 1936, l'Allemagne viola les clauses du traité de Versailles et commença à réarmer. Elle annexa ensuite l'Autriche en 1938, la région des Sudètes (Tchécoslovaquie, 1938) avant d'établir un protectorat sur la Bohême-Moravie (Tchécoslovaquie, 1939). L'invasion de la Pologne en septembre 1939 fut l'élément déclencheur de la Seconde Guerre mondiale. Par la suite, l'Allemagne envahit l'Europe du Nord, de l'Ouest et du Sud. En juin 1941, elle se lança à la conquête de l'Union soviétique. Elle subit de terribles revers à Stalingrad et à Koursk sur le front russe et à El-Alamein en Afrique. Les débarquements en Normandie et en Italie créèrent une guerre sur trois fronts qui provoqua l'effondrement des armées allemandes et du Troisième Reich au printemps 1945.

#### Italie fasciste

Royaume d'Italie et Empire italien.

Le royaume d'Italie était dirigé par le dictateur fasciste Benito Mussolini au nom du roi Victor-Emmanuel III d'Italie.
Au cours de la Première Guerre mondiale, l'Italie était entrée en guerre contre l'Allemagne et l'Autriche-Hongrie en 1915 en espérant obtenir les territoires qu'elle convoitait. À la fin de la guerre, les gains étaient inférieurs à ce qui lui avait été promis lors du pacte de Londres en 1915. Les nationalistes et l'opinion publique virent cela comme une injustice et un affront envers les 600 000 soldats italiens tués. Ce ressentiment associé aux dissensions internes et aux problèmes économiques permit aux fascistes menés par Benito Mussolini de prendre le pouvoir en 1922.
À la fin du XIXe siècle, après l'unification italienne, un mouvement nationaliste se développa autour de l'idée d'Italia Irredenta qui devait permettre d'incorporer les régions italophones comme la Dalmatie sous domination étrangère au sein de l'Italie. Le régime fasciste avait également l'intention de créer un « nouvel Empire romain » dans lequel l'Italie dominerait la Méditerranée. En 1935-1936, elle envahit l'Éthiopie. La Société des Nations protesta mais, même si aucune action ne fut prise à son encontre, l'Italie se retrouva isolée sur la scène internationale. En 1937, elle quitta la Société des Nations et rejoignit le pacte anti-Komintern signé par le Japon et l'Allemagne l'année précédente. En mars-avril 1939, l'Italie annexa l'Albanie et, le 22 mai, elle signa le Pacte d'Acier avec l'Allemagne.
L'Italie n'entra dans la guerre que le 10 juin 1940 et elle signa le pacte tripartite en septembre avec le Japon et l'Allemagne. L'armée italienne n'était cependant pas prête pour une guerre de cette envergure et ses opérations en Grèce et en Afrique du Nord se transformèrent rapidement en débâcle. Elle n'évita un désastre militaire complet que grâce à l'intervention allemande dans les Balkans et en Libye. Malgré des succès initiaux, les Allemands et les Italiens furent chassés d'Afrique en 1943 et la même année, les Alliés prirent pied en Sicile et dans le sud de la péninsule italienne. La population, épuisée, perdit confiance en Mussolini.
Le 25 juillet 1943, le roi Victor-Emmanuel III démit Mussolini de ses fonctions et entama des négociations secrètes avec les Alliés. L'armistice fut signé le 8 septembre et l'Italie rejoignit le camp des Alliés en tant que cobelligérant. L'Allemagne désarma l'armée italienne, prit le contrôle du reste nord de la péninsule et y installa un gouvernement fantoche, la République sociale italienne gouvernée par Mussolini qui exista jusqu'en avril 1945.

#### Japon shōwa

Empire du Japon

Le Japon était la principale puissance de l'Axe en Asie et dans le Pacifique. L'empire du Japon était une monarchie constitutionnelle dont le souverain, l'empereur Shōwa, jouissait d'un statut quasi divin.
À la suite de tensions internes et du ralentissement économique des années 1920, les militaires japonais prirent le contrôle du gouvernement. Depuis la Restauration de Meiji dans les années 1870, le Japon s'était lancé dans une série de conquêtes militaires en Asie en vue de s'approprier les ressources qui lui manquaient. Il annexa la Corée en 1910 puis la Mandchourie en 1931. Cette politique expansionniste lui valut l'hostilité des membres de la Société des Nations qu'il quitta en 1933. Il se rapprocha alors de l'Allemagne et de l'Italie qui menaient une politique d'expansion similaire. Le Japon signa le pacte anti-Komintern en 1936 pour se prémunir d'une attaque soviétique.
En 1937, le Japon se lança dans une guerre contre la Chine. Malgré des succès initiaux, l'Armée impériale japonaise s'avéra incapable de contrôler un territoire aussi vaste et instable que la Chine et l'invasion s'arrêta. À la suite du revers de Halhin Gol face aux soviétiques en 1939, le Japon décida de mettre en place une politique expansionniste vers le sud, et ce, en se mêlant aux conflits européens. En effet, la Grande-Bretagne, la France et les Pays-Bas avaient de grandes colonies dans le Sud. C’est pourquoi le Japon s'intéressa à former un pacte avec l’Allemagne et l’Italie (KE p. 146). Ce pacte pouvait supposer pour le Japon d'entrer dans un conflit avec l'Europe mais aussi avec les États-Unis. Conscients du danger, les dirigeants japonais restèrent sur leur décision et continuèrent d'avancer vers le sud. Cette décision leur vaudra un arrêt de la distribution du pétrole de la part des États-Unis.
Une alliance avec l’Allemagne ne fut pas une solution évidente ; refusée en premier lieu, puis abordée avec ambiguïté (du 30 juillet au 27 septembre 1940), elle fut enfin acceptée sous certaines conditions. Le 14 septembre encore, ils avaient encore envisagé l’alternative de signer un pacte avec la Grande-Bretagne et les États-Unis. Pourtant, la décision finale semblait évidente : l’affrontement avec les États-Unis était très probable, le Japon décida d’opter pour l’expansion du sud et l’alliance avec l’Allemagne (KE p. 197). L’Allemagne de son côté espérait, en signant ce pacte, dissuader les États-Unis d’entrer en guerre (KE p. 185).
Du point de vue des Japonais, l’hésitation se faisait étonnamment sentir, la situation politique et économique du Japon risquait sa perte en cas de défaite de l’Allemagne. En effet, intervenir contre les États-Unis était tout autant avantageux que dangereux (KE p. 192) mais étant donné la relation actuelle avec les États-Unis, ils prirent la décision de former un pacte avec l’Allemagne plutôt qu’avec les États-Unis.
Après la chute de la France en 1940, le Japon s'empara de l'Indochine française. Cependant, les États-Unis décidèrent d'organiser un embargo sur le pétrole à destination du Japon pour le pousser à cesser sa politique expansionniste.
À partir de décembre 1941, le Japon mena une offensive fulgurante et s'empara des Philippines, de la Malaisie, de l'Indonésie, de la Birmanie et de nombreux archipels dans le Pacifique. Son expansion fut stoppée en 1942 lors des batailles de Midway et de Guadalcanal. La puissance industrielle des États-Unis fit que le Japon fut progressivement repoussé jusque sur ses îles principales. La guerre du Pacifique dura jusqu'en septembre 1945 lorsque le Japon capitula à la suite des bombardements atomiques et de la déclaration de guerre de l'Union soviétique.

### États satellites

#### Hongrie horthyste

Royaume de Hongrie.

La Hongrie était gouvernée par le régent Miklós Horthy. La Hongrie fut le premier pays à adhérer au pacte tripartite en septembre 1940 à la suite de ses membres fondateurs, l'Allemagne, l'Italie et le Japon.
À la fin des années 1910 et au début des années 1920, l'instabilité politique fit s'effondrer la jeune république et un régime de régence permanente fut établi par Miklós Horthy en 1920. Horthy était un aristocrate hongrois et avait servi en tant qu'amiral dans la marine austro-hongroise. Les nationalistes hongrois étaient poussés par l'envie de récupérer les territoires perdus lors du traité de Trianon. La Hongrie se rapprocha donc de l'Allemagne et de l'Italie qui partageaient avec elle l'envie de réviser les modifications territoriales consécutives à la Première Guerre mondiale. Ce positionnement pro-allemand permit aux Hongrois de recevoir des territoires tchécoslovaques et roumains lors des arbitrages de Vienne en 1939-1940. Elle participa également à l'invasion de la Yougoslavie et annexa des territoires au nord de la Serbie.
Plus de 500 000 soldats hongrois combattirent sur le front de l'Est. Cependant, les armées hongroises manquaient souvent d'équipement et d'entraînement. À partir de 1944, l'avancée soviétique poussa le régent Horthy à tenter de négocier un armistice avec les Alliés. Prenant les devants, les Allemands envahirent le pays et y installèrent un gouvernement de confiance mené par Ferenc Szálasi. Budapest fut finalement prise en février 1945 après une dure bataille.

#### Roumanie antonescienne

Royaume de Roumanie.

Lorsque la guerre débuta en septembre 1939, la Roumanie, gouvernée par le roi Charles II, était un royaume proche de la France et de la Grande-Bretagne et était alliée à la Pologne. Cependant, après les défaites de la Pologne puis de la France, la Roumanie se retrouva isolée et les éléments fascistes et pro-allemands commencèrent à se développer. Le pays perdit un tiers de son territoire à la suite de la cession de la Bessarabie à l'Union soviétique, de la Transylvanie septentrionale à la Hongrie et de la Dobrogée méridionale à la Bulgarie. Pour apaiser les éléments fascistes et obtenir la protection de l'Allemagne, le roi dut nommer le général Ion Antonescu au poste de Premier ministre en septembre 1940.
Deux jours plus tard, Antonescu força le roi à abdiquer et installa le fils du roi, Michel, sur le trône puis se proclama maréchal, « Pétain roumain » et Conducător (« guide ») avec des pouvoirs dictatoriaux. Les troupes allemandes entrant sur le territoire en octobre 1940 pour s'assurer le contrôle des riches ressources en céréales et en pétrole, la Roumanie rejoignit le pacte tripartite le 23 novembre 1940 et participa à l'invasion de l'URSS en juin 1941 pour récupérer la Bessarabie, mais ne s'en contentant pas, occupa la Transnistrie et poursuit son offensive jusqu'à Stalingrad. Cependant avec le reflux des armées allemandes, le roi Michel organisa un coup d'État contre Antonescu le 23 août 1944 et rejoignit le camp des Alliés. Les armées roumaines combattirent en Hongrie et en Tchécoslovaquie aux côtés des Soviétiques jusqu'à la fin de la guerre.

#### Bulgarie filovienne

Royaume de Bulgarie.

La Bulgarie était dirigée par le roi Boris III et Bogdan Filov lors de l'entrée du pays dans l'Axe en mars 1941. La Bulgarie avait été un allié de l'Allemagne lors de la Première Guerre mondiale et elle espérait récupérer les territoires qu'elle convoitait depuis les guerres balkaniques. Durant les années 1930, l'extrême-droite poussa le pays vers l'Allemagne nazie et en 1940, la Bulgarie put obtenir grâce au soutien allemand la Dobroudja du Sud qu'elle avait perdue au profit de la Roumanie en 1913.
La Bulgarie participa à l'invasion de la Yougoslavie et de la Grèce auxquelles elle annexa des portions de territoire. Malgré les demandes allemandes, la Bulgarie ne participa pas à la guerre contre la Russie aux côtés de l'Allemagne du fait des liens historiques entre les deux pays. En revanche, elle déclara la guerre aux Alliés occidentaux, ce qui lui valut d'être souvent bombardée par les aviations alliées. Après la chute de la Roumanie, l'Armée rouge arriva aux portes de la Bulgarie et lui déclara la guerre le 5 septembre 1944. L'armée bulgare ne se battit pas et Sofia tomba trois jours plus tard. Le nouveau gouvernement déclara la guerre à l'Allemagne et rejoignit le camp allié.

#### Yougoslavie en 1941

Royaume de Yougoslavie.

La participation de la Yougoslavie à l'Axe dura moins de quinze jours. Créée à l'issue de la Première Guerre mondiale par l'union de l'état des Slovènes, Croates et Serbes, de la Serbie et du Monténégro, la Yougoslavie regroupait des slaves méridionaux. Ses voisins hongrois, italien et allemand (depuis l'annexion de l'Autriche par l'Allemagne) revendiquaient bruyamment diverses parties de son territoire, et les oustachis croates envisageaient de faire sécession. Pour éviter l'invasion de son pays par l'Axe, le prince Paul, alors régent, adhère au Pacte tripartite le 25 mars 1941. Cette décision provoque la colère de la population et un coup d'État militaire place le jeune Pierre II sur le trône. Bien que le nouveau roi n'ait pas renié l'adhésion à l'Axe, Hitler suspecte les Britanniques d'être à l'origine du coup d'État.
L'Allemagne et ses alliés attaquent donc le pays le 6 avril (opération Châtiment). La Yougoslavie s'effondre en dix jours et capitule le 17 avril. Les Croates prennent leur indépendance et le pays est démantelé : ses diverses entités deviennent des États satellites de l'Allemagne et de l'Italie. Une terrible guerre civile commence alors entre les Serbes et les Croates, mais également entre les monarchistes et les communistes.

## Cobelligérants
Plusieurs États se retrouvèrent en position d'être des cobelligérants de l'Axe sans en faire partie.

### Union des républiques socialistes soviétiques

URSS

L'URSS n'était pas signataire du pacte tripartite et ne faisait donc pas de jure partie de l'Axe, mais, par le Pacte germano-soviétique d'août 1939, elle est devenue une alliée de facto de l'Allemagne et, à partir du 17 septembre 1939, une cobelligérante, en participant à l'invasion de la Pologne. L'URSS elle-même se considérait officiellement comme cobelligérante, puisqu'elle considéra l'assistance estonienne à l'évasion du sous-marin polonais Orzeł vers la Grande-Bretagne comme un casus belli. Les deux puissances totalitaires pouvaient ainsi s'agrandir au détriment de leurs voisins : l'Allemagne pouvait se lancer dans la guerre sans craindre une guerre sur deux fronts et l'URSS put envahir sans difficultés non seulement l'est de la Pologne mais aussi les pays baltes, la Bessarabie roumaine et la Carélie finlandaise.
Même si leurs idéologies divergeaient, la pratique politique des deux puissances (quadrillage policier, dictature, terreur, camps) était parallèle. Leur alliance se prolongea durant un an et dix mois, durant lesquels l'URSS et le Troisième Reich collaborèrent sur les plans économique et militaire, l'URSS fournissant des matières premières dont avait besoin l'Allemagne comme le pétrole, le caoutchouc ou des céréales en échange de matériels et de techniques allemandes. Mais le 22 juin 1941, l'attaque-surprise allemande poussa l'URSS dans le camp des Alliés, et ses adversaires, la Finlande et la Roumanie, dans le camp de l'Axe. Le pacte anti-Komintern, rendu caduc par le pacte germano-soviétique, fut alors réactivé.
De son côté, le Japon, échaudé par la défaite de Halhin Gol ne participa pas à la guerre contre l'Union soviétique. Le conflit entre les deux pays ne recommença qu'à l'été 1945 avec l'invasion de la Mandchourie.

### Finlande

République de Finlande.

La Finlande n'a jamais signé le pacte tripartite et ne faisait donc pas légalement (de jure) partie de l'Axe. Au début de la guerre, ses combats contre l'Union soviétique, alors alliée de facto à l'Allemagne, lui valurent l'aide des Alliés. Mais à partir de juin 1941, l'attaque allemande contre l'URSS l'aligna avec les membres de l'Axe. Elle signa par exemple le pacte anti-Komintern en novembre 1941. La Finlande fut le seul membre de l'Axe à ne pas être une dictature. Néanmoins, le maréchal Mannerheim peut être considéré comme l'homme fort du pays pendant la guerre.
À la suite de la Première Guerre mondiale, la Finlande avait acquis son indépendance vis-à-vis de la Russie tsariste et se méfiait de l'expansionnisme soviétique, manifesté en 1939 par l'attaque contre la Pologne, conforme au pacte germano-soviétique signé en août 1939, qui plaçait la Finlande dans la zone d'influence soviétique. L'URSS attaqua la Finlande en novembre 1939, pensant en venir à bout aussi facilement que de la Pologne. À la surprise générale, les Finlandais résistèrent durant tout l'hiver mais le déséquilibre des forces était trop important et elle dut abandonner des territoires à l'URSS tout en parvenant à conserver son indépendance. Lors de l'opération Barbarossa, elle se rapprocha de l'Allemagne pour recouvrer ses anciens territoires (guerre de Continuation). La Finlande s'en contenta et évita de prendre part au siège de Léningrad ; elle mena ses opérations militaires indépendamment de l'Allemagne. De même, elle ne mit pas en place de mesures de ségrégation envers les Juifs comme ce fut le cas dans le reste de l'Europe occupée. La Finlande et l'Allemagne n'étaient donc alliés que de facto et se battaient toutes deux contre l'URSS mais pour des raisons différentes.
À partir de 1943, la Finlande entreprit des négociations secrètes avec l'URSS qui débouchèrent sur l'armistice de Moscou en septembre 1944. Selon les termes de l'armistice, la Finlande devait expulser les troupes allemandes se trouvant sur son territoire (guerre de Laponie). Finalement, la Finlande parvient à conserver son indépendance contrairement aux pays libérés par l'Armée rouge.

### France pétainiste

État français.

En 1941, l’État français, officiellement neutre, est néanmoins de facto en co-belligérance avec l’Allemagne de Hitler lors de la campagne de Syrie contre les Alliés, chaque fois que des officiers généraux comme Charles Noguès donnent ordre à des troupes françaises de combattre contre les Alliés, comme en Afrique du Nord en 1942. Il est en outre, comme les gouvernements fantoches pro-nazis des pays occupés par l'Allemagne et comme les gouvernements pro-japonais d'Asie, en état de guerre civile contre ceux de ses citoyens qui résistent à l'occupant ou combattent du côté allié. Mais la France n'est jamais officiellement devenue co-belligérante aux côtés des puissances de l'Axe, en grande partie du fait d'Hitler qui y était opposé.
Le statut de l'« État Français » (co-belligérant ou fantoche) est controversé, car il a été mis en place sous la contrainte de la défaite, après que la France, qui avait déclaré la guerre à l'Allemagne en septembre 1939, a perdu la bataille de France et que le gouvernement français, dirigé par le maréchal Pétain, président du Conseil, a demandé un armistice le 22 juin 1940. D'après les termes de l'armistice et de ses documents annexes, l'Allemagne occupe environ les trois cinquièmes du pays, selon un axe nord-est / sud-ouest ; la souveraineté française s'exerce sur l'ensemble du territoire y compris l'empire colonial et la France conserve une armée d'armistice de 100 000 à 120 000 hommes en métropole. Le gouvernement du maréchal Pétain s'installe à Vichy, situé dans la zone non occupée, autrement appelée zone libre. Ce gouvernement remplace le terme « République française » par « État français » et pratique la collaboration. Après l'armistice, les relations entre Vichy et le Royaume-Uni se détériorent rapidement. Craignant que la flotte française ne tombe entre les mains des Allemands, Churchill ordonne sa destruction à Mers el-Kébir en Algérie. La France rompt alors ses relations avec la Grande-Bretagne. Néanmoins, les États-Unis continueront de considérer les dirigeants de l’État français comme les véritables représentants de la France ; ils ne reconnaîtront qu'en octobre 1944 le Gouvernement de la France libre.
Le 10 juillet 1940, l'Assemblée nationale octroie les pleins pouvoirs constituants à Pétain par une loi constitutionnelle. À la différence des autres pays occupés, la France conserve une autonomie relative car, pour Hitler, la souveraineté française sert les intérêts allemands et facilite l'exploitation du pays,.
La résistance française se met en place dès 1940 et prend de l'ampleur à partir de 1941. La radicalisation du régime et le sentiment que l'Allemagne va perdre la guerre poussent de nombreuses personnes à rejoindre les maquis. Pour lutter contre cette menace, Vichy augmente la répression. La France libre, créée par le général de Gaulle, s'organise en Angleterre et combat en Afrique. Environ 7 000 hommes combattent aux côtés de l'Allemagne sur le front de l'Est au sein de la Légion des volontaires français.
Le retour de Laval aux affaires, en avril 1942, entraîne la radicalisation du régime et une collaboration accrue avec l'Allemagne avec par exemple la mise en place de la Milice et du Service du travail obligatoire.
Pétain bénéficiait d'un soutien populaire qu'il perd en grande partie après le débarquement allié en Afrique du Nord, l'opinion ne comprenant pas qu'il ordonne aux soldats de s'opposer aux Alliés. Craignant que le régime ne bascule dans le camp allié, Hitler ordonne l'occupation de la zone libre en novembre 1942. Les débarquements alliés en Normandie et en Provence marquent la fin du régime. Le général de Gaulle, devenu chef du Gouvernement provisoire de la République française, annule la plupart des décisions du régime de Vichy.

### Irak

Royaume d'Irak.

L'Irak fut brièvement un allié de l'Axe en combattant le Royaume-Uni en mai 1941.
À la suite de la Première Guerre mondiale, le Royaume-Uni avait obtenu un mandat sur l'actuel Irak, qui était auparavant sous domination turque. Le pays obtient l'indépendance en 1932 mais restait sous tutelle britannique. En avril 1941, le Premier ministre Rachid Ali al-Gillani demanda aux Britanniques d'abandonner leurs bases militaires et de quitter l'Irak. Ali espérait obtenir le soutien de l'Allemagne et de l'Italie sans toutefois être ouvertement pro-nazi. Les hostilités commencèrent le 2 mai 1941 mais tournent rapidement en défaveur des Irakiens. Les Allemands et les Italiens utilisèrent les bases aériennes de Syrie alors contrôlée par le régime de Vichy, ce qui entraînera par la suite l'occupation du territoire par les Britanniques. Bagdad est prise le 31 mai avant que l'Allemagne et l'Italie n'aient eu le temps d'organiser un soutien efficace.

### Thaïlande

Royaume de Thaïlande.

À la suite d'un coup d'État en 1932, la Thaïlande se dote d'une monarchie constitutionnelle et le général Plaek Pibulsonggram devient l'homme fort du régime. Lors de la guerre franco-thaïlandaise, le Japon intervient en faveur de la Thaïlande pour se ménager un allié en Asie du Sud-Est. Immédiatement après l'attaque de Pearl Harbor, le Japon envahit la Thaïlande mais un cessez-le-feu est rapidement décrété et le pays s'allie avec le Japon et déclare la guerre au Royaume-Uni et aux États-Unis. L'alliance formelle est signée le 25 janvier 1942.
La Thaïlande participa à des opérations militaires en Birmanie et en Chine. Avec le repli japonais, le soutien populaire s'amenuise et Pibulsonggram est renversé en juin 1944. Le nouveau gouvernement évacue rapidement ses troupes des territoires étrangers mais conserve des relations cordiales avec le Japon. Après la guerre, les États-Unis empêchèrent que la Thaïlande ne soit traitée comme un membre de l'Axe et les poursuites contre Pibulsonggram furent rapidement abandonnées devant l'hostilité de la population qui considérait qu'il avait agi pour protéger les intérêts du pays.

## Gouvernements fantoches dans les pays occupés

### Gouvernements fantoches établis par le Japon
Le Japon prétendait vouloir libérer l'Asie du colonialisme européen en créant la sphère de co-prospérité de la grande Asie orientale. Néanmoins, l'objectif principal de ce projet était de permettre l'expansion coloniale du Japon et se caractérisa par la mise en place d'un pillage des pays occupés.

#### Mandchoukouo (Mandchourie)

Grand empire mandchou.

La Mandchourie était une province chinoise qui fut envahie par le Japon en 1931. Ce dernier installa au pouvoir le dernier empereur de la dynastie Qing, Puyi. Cependant, le pays était contrôlé par les militaires japonais de l'Armée du Guandong. 23 pays de la Société des Nations reconnurent le nouvel État dont l'Allemagne, l'Italie et l'Union soviétique. Le Mandchoukouo servit de base pour l'invasion de la Chine. L'invasion soviétique de la Mandchourie en août 1945 entraîna la disparition du pays.

#### Mengjiang (Mongolie intérieure)

Gouvernement autonome uni du Mengjiang.

Le Mengjiang (ou Mengguguo) était un État fantoche japonais situé en Mongolie-Intérieure. Il était nominalement dirigé par le prince Demchugdongrub mais en réalité, il était contrôlé par les militaires japonais. Le Mengjiang avait proclamé son indépendance en février 1936 et résista aux attaques chinoises jusqu'à l'intervention du Japon en Chine un an plus tard. Les Japonais entendaient utiliser le nationalisme mongol pour lutter contre les Chinois voire contre les Soviétiques. Lorsque les différents gouvernements fantoches de Chine furent unifiés par Wang Jingwei en mars 1940, le Mengjiang conserva son autonomie relative et une armée théoriquement indépendante. Comme le Mandchoukuo, le pays fut balayé par l'offensive soviétique à l'été 1945.

#### Gouvernement national réorganisé de la république de Chine

Gouvernement national réorganisé de la république de Chine.

Un gouvernement collaborationniste chinois fut mis en place le 29 mars 1940 par Wang Jingwei à Nankin.
Durant la guerre sino-japonaise, le Japon envahit de vastes territoires dans l'est et le centre de la Chine. De nombreux gouvernements fantoches furent mis en place comme le gouvernement provisoire de la république de Chine à Beijing en 1937 ou le gouvernement réformé de la république de Chine à Nankin en 1938. Ces différents régimes furent rassemblés au sein du Gouvernement de Nankin en 1940 ou Gouvernement de Wang Jingwei. Ce dernier reprenait les symboles du Kuomintang comme le drapeau, ce qui engendra des relations tendues avec le Japon.
Le Gouvernement de Nankin n'avait aucun pouvoir réel et servait principalement d'outil de propagande pour les Japonais. Il signa le pacte anti-Komintern en 1941 et déclara la guerre à la Grande-Bretagne et aux États-Unis en 1943. À partir de cette date, l'affaiblissement du Japon fit que l'armée du Gouvernement de Nankin fut amenée à jouer un rôle plus important dans la défense de la Chine que ne l'avaient prévu les Japonais et elle combattit continuellement la guérilla communiste.
Wang Jingwei mourut à l'hôpital de Nagoya en novembre 1944. Sa mort fit perdre le peu de crédibilité que conservait son régime. En septembre 1945, la zone de Nankin tomba aux mains des nationalistes. L'Armée de Nankin fut rapidement remobilisée pour combler le vide laissé par les Japonais et combattre les communistes dans le cadre de la guerre civile chinoise.

#### République des Philippines

République des Philippines.

Après la reddition des forces américaines, les Japonais établirent un gouvernement fantoche aux Philippines en 1942. José P. Laurel fut élu président par l'assemblée nationale. Le soutien populaire fut faible à cause des sentiments anti-japonais et des atrocités que ceux-ci avaient commis lors de l'invasion. La reconquête de l'archipel par les Américains sonna le glas du régime et Laurel quitta le pays en mars 1945. Il fut accusé de trahison par le gouvernement américain mais le nouveau président Manuel Roxas accorda l'amnistie générale aux collaborateurs ; Laurel ne fut jamais jugé et remporta même un siège au sénat.

#### Viêt Nam (empire du Viêt Nam)

Empire du Viêt Nam.

L'Indochine française dont faisait partie le Viêt Nam fut envahie par le Japon en 1940. Néanmoins, les administrateurs français vichystes conservèrent le contrôle formel du territoire jusqu'en mars 1945. Le Japon prend officiellement le contrôle du pays le 9 mars 1945 et nomme à sa tête l'empereur Bảo Đại qui doit gérer une terrible famine. L'Empire du Viêt Nam disparaît le 23 août 1945 sous la pression du Việt Minh.

#### Cambodge

Royaume du Cambodge (1945) (drapeau utilisé par le gouvernement indépendantiste en 1945).

À la mi-1941, les Japonais envahissent le Cambodge mais autorisent l'administration de Vichy à conserver le contrôle formel du territoire. À la fin de la guerre, le Japon tenta de gagner le soutien de la population en supprimant l'ordre colonial et en poussant le Cambodge à proclamer son indépendance. Le 9 mars 1945, le roi Sihanouk proclame l'indépendance du Kampuchea (nom khmer du Cambodge), il est cependant rapidement mis sous la tutelle du Premier ministre Son Ngoc Thanh. L'effondrement du Japon et le retour de la France entraînent la chute de Thanh qui sera condamné pour collaboration. Le Cambodge redevient un protectorat de l'Indochine française avec le roi Sihanouk à sa tête.

#### Inde

Gouvernement provisoire de l'Inde libre.

Le Gouvernement provisoire de l'Inde libre était un gouvernement en exil mené par Subhash Chandra Bose, un nationaliste indien qui rejetait les idées de non-violence de Gandhi pour libérer l'Inde de l'occupation britannique. Étant l'un des leaders du Mouvement pour l'indépendance de l'Inde, Bose fut arrêté par les Britanniques à l'aube de la Seconde Guerre mondiale. En janvier 1942, il s'échappe de sa prison et rejoint Singapour où il forme l'Armée nationale indienne composée principalement de prisonniers de guerre indiens. Bien qu'il ait proclamé l'indépendance de l'Inde en octobre 1943, son gouvernement ne contrôlait que les îles Andaman-et-Nicobar. Les 40 000 hommes de l'Armée nationale indienne combattent dans la campagne de Birmanie. La mort de Bose dans un accident d'avion en juillet 1945 entraîne la disparition du gouvernement provisoire. Malgré ses actes, Bose reste l'une des figures de proue de l'indépendantisme indien.

#### Birmanie

État de Birmanie.

L'armée japonaise et les nationalistes birmans menés par Aung San prennent le contrôle de la Birmanie au cours de l'année 1942 face aux Britanniques. L'État de Birmanie fut implanté le 1er août 1943 avec le nationaliste Ba Maw à sa tête. Le régime mit en place l'Armée nationale birmane dont les effectifs ne dépassèrent jamais 11 000 hommes et servit contre les Britanniques en Birmanie puis se retourna contre les Japonais en 1945, ce qui entraîna la disparition du régime.

### Gouvernements fantoches établis par l'Allemagne
Les administrations collaborationnistes dans les pays occupés par l'Allemagne en Europe disposaient de degrés d'autonomie variés et servaient comme en Asie à organiser le pillage des territoires. Par exemple le Gouvernement général implanté en Pologne ne peut pas être considéré comme un État fantoche car, s'il contrôlait les forces de police locales, il ne disposait d'aucune administration propre et était dirigé exclusivement par les Allemands : c'est pourquoi les démarches historico-juridiques visant à rendre la Pologne co-responsable des crimes commis par les nazis sur son territoire, même avec la complicité de collaborateurs polonais, ont toutes échoué.

#### Slovaquie

République slovaque.

À la suite du démembrement de la Tchécoslovaquie en 1939, la Slovaquie proclama son indépendance le 14 mars et conclut un accord de protection avec l'Allemagne le 23 mars 1939. Elle participa à l'invasion de la Pologne en 1939. La Slovaquie satellite de l'Allemagne était gouvernée par Jozef Tiso, évêque qui signa le pacte tripartite le 24 novembre 1940. La Slovaquie participa à la guerre contre l'URSS en fournissant 20 000 hommes. À l'approche des troupes soviétiques et roumaines, un soulèvement anti-nazi a lieu le 29 août 1944 mais est immédiatement écrasé par les Allemands et par les troupes slovaques loyales à Jozef Tiso. Après la guerre, ce dernier est exécuté et la Slovaquie est réintégrée à la Tchécoslovaquie jusqu'en 1993.

#### Danemark

Royaume de Danemark.

Le 31 mai 1939, l'Allemagne et le Danemark signent un pacte de non-agression. Néanmoins, l'Allemagne envahit le Danemark dans le cadre de l'opération Weserübung en avril 1940. La faible armée danoise est rapidement écrasée et le pays est occupé. Cependant, les Allemands accordèrent une grande autonomie au Danemark. Le gouvernement et le parlement restèrent inchangés et l'administration intérieure comme la police et la justice restaient entre les mains des Danois. Contrairement aux souverains hollandais et norvégiens, le roi Christian X resta dans le pays durant toute la guerre. Le Danemark aligne sa politique extérieure avec celle de l'Allemagne en signant le pacte anti-Komintern et en coupant ses relations avec les Alliés.
En 1943, des élections sont organisées et les partis non-nazis obtiennent de bons résultats. Cela, ajouté à la désobéissance civile et aux grèves, pousse les Allemands à dissoudre le gouvernement et à établir la loi martiale. L'administration est toujours danoise mais le contrôle allemand se resserre. Les Danois parviennent cependant à cacher les Juifs et moins de 1 % d'entre eux périssent. La résistance prend de l'ampleur mais ses actions restent marginales. Le pays est libéré par le Royaume-Uni en 1945.

#### Norvège

Gouvernement national norvégien.

L'Allemagne envahit la Norvège au printemps 1940 mais le roi Haakon VII refuse de nommer Premier ministre le nationaliste Vidkun Quisling. L'Allemand Josef Terboven est alors désigné par Hitler pour administrer le pays, la monarchie n'est cependant pas abolie. Pour offrir un semblant de légitimité à leur occupation, les Allemands autorisent la formation d'un gouvernement norvégien autour de Quisling le 1er août 1942. Détesté par la population, le régime n'eut qu'une autonomie limitée et disparut avec la capitulation de l'Allemagne le 8 mai 1945. Quisling est exécuté le 24 octobre 1945.

#### Serbie

Gouvernement de salut national.

En avril 1941, l'Allemagne envahit la Yougoslavie. Le 30 avril, une administration pro-allemande fut mise en place. Cependant après l'attaque de l'Union soviétique, une guerre de guérilla fut lancée par les partisans communistes menés par Tito. Le gros de leurs troupes se trouvant en Russie, les Allemands mirent en place un régime capable de les soutenir militairement. Le général Milan Nedić fut choisi pour diriger le Gouvernement de salut national.
La Garde nationale serbe était le bras armé du régime et compta jusqu'à 35 000 hommes. Équipées par les Italiens et les Allemands, ces unités commirent de très nombreux massacres sur les populations croates, bosniaques et juives mais également contre les Serbes opposés aux nazis. L'arrivée de l'Armée rouge à l'automne 1944 entraine la désintégration du régime. Nedić fut capturé par les Britanniques et fut livré aux Yougoslaves. Il se suicida avant la tenue de son procès. La Serbie fut réintégrée au sein de la Yougoslavie.

#### Italie

République sociale italienne.

Après les nombreux revers, le Grand Conseil du fascisme italien destitue Mussolini le 25 juillet 1943. Tout en assurant l'Allemagne de son soutien, le roi Victor-Emmanuel III entame des négociations secrètes avec les Alliés. Le 23 septembre, l'Italie se retourne contre l'Allemagne en rejoignant les Alliés. Otto Skorzeny organise l'opération Eiche pour libérer Mussolini. Celui-ci devient le chef de la République sociale italienne, qui s'étend sur les territoires italiens encore sous contrôle allemand.
Le siège du gouvernement se trouvant dans la ville de Salò, le régime fut surnommé la république de Salò. L'armée compta jusqu'à 50 000 hommes qui combattirent principalement les résistants italiens. L'offensive de printemps 1945 en Italie entraîna la capture et l'exécution de Mussolini et la disparition de la République.

### États fantoches de l'Allemagne et de l'Italie

#### Albanie

Royaume d'Albanie.

L'Albanie est envahie par l'Italie le 7 avril 1939. Le roi Zog Ier est chassé du pouvoir et Mussolini établit un protectorat. Après l'invasion de la Yougoslavie, le protectorat s'étend dans le Kosovo. En septembre 1942, Les différents groupes de résistance bien qu'opposés comme le Balli Kombëtar conservateur et le Parti communiste d'Albanie se regroupent au sein du Mouvement de libération nationale (MLN). Au moment de la chute de l'Italie fasciste, les partisans contrôlent une bonne part du nord du pays et avancent vers la capitale Tirana. Le 9 septembre 1943, les Allemands interviennent et repoussent les partisans. Néanmoins, l'Allemagne accepte l'existence d'une Albanie indépendante et neutre et met en place un gouvernement de régence mené par Mehdi Frashëri, chef du Balli Kombëtar qui avait quitté le MLN noyauté par les communistes. Les Allemands n'exercent pas un contrôle aussi sévère que dans la plupart des autres territoires occupés. Par exemple, l'Albanie est le seul État européen occupé par les Allemands dont la population juive a augmenté au cours de la guerre. En 1944, la guerre civile fait rage entre les royalistes et les communistes mais l'arrivée de l'Armée rouge entraîne la chute du régime et Enver Hoxha met en place un gouvernement provisoire d'inspiration communiste. Il restera le dirigeant de la République populaire socialiste d'Albanie jusqu'en 1985.

#### Croatie

État indépendant de Croatie.

Le 10 avril 1941, l'État indépendant de Croatie (Nezavisna Država Hrvatska, ou NDH) est proclamé et devient membre de l'Axe en signant le pacte tripartite. Benito Mussolini place sur le trône du nouvel État le duc d'Aoste Aymon Ier qui refusera le rôle de pantin qu'on lui propose. Ante Pavelić devient alors le vrai dirigeant du nouvel État. La Garde nationale croate devient le bras armé du régime et participe à la guerre sur le front de l'Est. Elle compte 130 000 hommes en 1943. Le mouvement ultra-nationaliste des oustachis se déchaîne contre les Serbes, les Juifs, les musulmans dans le but de créer une Croatie ethniquement homogène. Le camp d'extermination de Jasenovac sera le troisième camp le plus meurtrier de la guerre après Auschwitz et Treblinka. La résistance s'organise et comptera jusqu'à 100 000 hommes. Elle est cependant divisée entre les partisans communistes et les Tchetniks qui s'affrontent occasionnellement. Certains Tchetniks iront même jusqu'à collaborer avec l'Allemagne. Le territoire de l'État indépendant de Croatie perd 700 000 habitants durant la guerre dont une majorité de Serbes. Le régime s'effondre avec l'avancée des partisans et de l'Armée rouge en 1944 et disparaît officiellement en 1945. Pavelić parviendra à s'enfuir en Argentine puis en Espagne où il mourra sans avoir été jugé. La Croatie est réintégrée dans la Yougoslavie jusqu'en 1991.

#### Grèce

État grec.

Après l'invasion allemande, le gouvernement grec part en exil en Crète puis en Égypte. À l'origine, l'Italie souhaitait annexer le pays mais l'Allemagne fit pression pour éviter des troubles et un régime fantoche fut mis en place. L'Italie occupe la majeure partie du pays mais les régions clés comme Athènes ou la Macédoine-Centrale sont contrôlées par les Allemands. Le général Georgios Tsolakoglou est nommé à la tête du gouvernement de collaboration qui ne recevra jamais un grand soutien de la part de la population. À partir de 1943, la résistance grecque principalement d'inspiration communiste libère de larges régions au centre du pays et y installe une administration provisoire. Des bataillons de sécurité sont mis en place pour lutter contre la rébellion et comptèrent jusqu'à 25 000 hommes. Après l'effondrement de l'Italie fasciste, l'Allemagne envahit la zone d'occupation italienne. À l'automne 1944, les forces allemandes en Grèce sont menacées d'encerclement par l'Armée rouge qui avance rapidement en Yougoslavie et en Bulgarie. Le retrait allemand signe la fin du régime et le début de la guerre civile entre les communistes et les royalistes.

## Coopération entre l'Allemagne et le Japon
Le Japon avait déclaré la guerre à l'Allemagne lors de la Première Guerre mondiale et avait annexé les îles du Pacifique faisant partie de son empire colonial. Cependant, la montée du nationalisme et du militarisme dans les deux pays les rapprocha. Les deux pays signent le pacte anti-Komintern visant à se prémunir d'une attaque soviétique en 1936. Le Japon hésitait sur sa politique d'expansion : fallait-il attaquer l'Union soviétique au nord ou les colonies européennes au sud ? Dans le même temps, l'Allemagne envisageait une guerre contre l'URSS. Des études pour des plans d'attaques communs furent lancées, mais la défaite de Halhin Gol convainquit le Japon de s'attaquer aux possessions européennes au sud jugées moins défendues.
L'Allemagne dut également choisir entre la Chine et le Japon. Les relations entre l'Allemagne et la Chine étaient prometteuses avec l'envoi de conseillers militaires comme le général Falkenhausen et une aide pour l'industrialisation du pays. Le déclenchement de la guerre sino-japonaise en 1937 força l'Allemagne à faire un choix. Elle reconnut le Mandchoukuo, État fantoche du Japon en 1938 et cessa toute aide militaire. En 1941, le gouvernement allemand cessa toutes relations diplomatiques avec la république de Chine en reconnaissant le gouvernement pro-japonais de Nankin comme le seul représentant de la Chine.
L'opération Barbarossa fut une quasi-surprise pour le Japon qui, comme l'Italie, n'avait pas été prévenu de l'attaque. Néanmoins, le Japon ne fit pas évoluer sa position et n'attaquerait l'URSS qu'en cas d'effondrement total de celle-ci. L'armée japonaise se contente de manœuvres et d'exercices pour fixer des unités soviétiques. En effet, Staline ne croyait pas en la neutralité japonaise et continua de laisser des unités sur la frontière entre les deux pays. En novembre 1941, un espion soviétique au Japon, Richard Sorge, avertit Moscou que le Japon n'entrera pas en guerre contre l'URSS, ce qui permet à l'Armée rouge de redéployer les divisions sibériennes qui joueront un rôle décisif dans la bataille de Moscou.
Le 7 décembre 1941, le Japon attaque la base navale de Pearl Harbor et les colonies britanniques d'Asie du Sud-Est sans prévenir ses alliés. Le 11 décembre 1941, l'Allemagne et l'Italie déclarent la guerre aux États-Unis espérant sans doute que le Japon déclarerait la guerre à l'Union soviétique. Néanmoins, la paix fragile entre les deux pays continuera jusqu'en 1945.
L'Allemagne et le Japon combattirent ainsi indépendamment l'un de l'autre à la différence des Alliés qui coordonnèrent leurs offensives. De plus, les Alliés contrôlaient les océans et pouvaient donc plus facilement déployer leurs unités et leurs ressources. L'Union soviétique reçut ainsi des quantités colossales de matériel. Les échanges commerciaux entre le Japon et l'Allemagne ne pouvaient se faire que par sous-marins. Seuls six sous-marins réussirent le trajet, pour une contribution à la guerre anecdotique. Une base sous-marine commune était établie dans le port de George Town dans l'île de Penang.

## Pays neutres impliqués

### Espagne

Espagne franquiste.

Au cours de la guerre d'Espagne, les forces nationalistes menées par Franco avaient reçu le soutien de l'Allemagne et de l'Italie et avaient finalement remporté la guerre. Franco ne cessa de se déclarer en « cobelligérance morale » du côté de l'Axe[citation nécessaire]. Lors de l'entrevue d’Hendaye avec Hitler, il fait des demandes préalables à son entrée dans l'Axe tellement élevées qu'elles sont inacceptables pour l'Allemagne.
De plus, l'Espagne signe le pacte anti-Komintern et devient cobelligérant de facto avec 50 000 hommes sur le front russe avec la Division bleue. Elle livre également de grandes quantités de minerais, en particulier du tungstène. Après la guerre, le pays accueille de nombreux fascistes européens fuyant les représailles dans leur pays.

### Suède

Royaume de Suède.

Depuis les guerres napoléoniennes, la Suède a toujours revendiqué un statut de pays neutre. Lors de la guerre d'Hiver entre son voisin finlandais et l'Union soviétique, le pays apporte un soutien logistique et militaire à la Finlande et achemine celui des Alliés, mais n'intervient pas lors de l'invasion du Danemark et de la Norvège. À partir de ce moment, la Suède est entourée par des pays de l'Axe et obligée de faire des concessions. L'une des raisons de l'invasion de la Norvège était la sécurisation du port de Narvik où transite une grande partie du minerai de fer suédois produit à Kiruna et indispensable à l'effort de guerre allemand. Ainsi, la Suède alimenta l'industrie allemande en acier tout au long de la guerre. Cette coopération a longtemps fait l'objet de débats, mais comme il était impossible de rester complètement à l'écart de la guerre, le gouvernement suédois a tout fait pour éviter une invasion. Lors de la guerre de Laponie, elle autorise par exemple le retrait de troupes allemandes à travers l'extrême nord de son territoire.

### Suisse

Suisse.

Entourée de toutes parts par des pays de l'Axe ou occupés pendant la guerre, la Suisse réussit à éviter une occupation en donnant des gages de bon voisinage, tout en acceptant tout de même plus de 30 000 réfugiés sur son territoire, en majorité des Juifs allemands. Une poignée de Suisses furent incorporés comme volontaires dans la 11e SS-Freiwilligen-Panzergrenadier-Division Nordland.